# Orožje
Oróžje je snov, predmet ali naprava, ki se uporablja pri bojevanju; lahko za obrambo ali napad. Pri tem pojmujemo kot orožje stvari, ki jih lahko primemo v roke in manipuliramo z njimi, medtem ko tanke, oklepnike, podmornice,... prištevamo k bojnim sredstvom.
V vlogi orožja je mogoče uporabiti večino sredstev iz naše okolice, ne le tista, ki jih javnost povezuje s tem načinom uporabe, ali so bila mednje arbitrarno uvrščena. V tej vlogi so nekatera manj, spet druga, bolj učinkovita. Skupna in nesporna lastnost vseh sredstev, ki so lahko učinkovita v vlogi orožja je, da so to »potencialno nevarna«, ali celo »nevarna sredstva«. Skladno s tem je smiselno, da za pridobivanje, posest in uporabo le teh, veljajo ustrezno zaostreni zakonski pogoji, ki morajo biti interdisciplinarno primerljivi z ravnijo njihove potencialne učinkovitosti v vlogi orožja in skladni s pravili nomotehnike.
Sredstva, ki so definirana kot orožje, ter sredstva ali načine, ki so učinkoviti v vlogi orožja, izenačuje tudi slovenski kazenski zakonik, saj med drugim pravi »…z orožjem, nevarnim orodjem, drugim sredstvom ali na tak način, da se lahko telo hudo poškoduje ali zdravje hudo okvari,…« (122. člen, 127. člen in 135 člen, KZ). Skladno z zgoraj zapisanim je »potencialno oborožen« skorajda vsak posameznik! Ali je določena oseba tudi »dejansko oborožena«, je odvisno izključno od njegove odločitve, v kakšni vlogi bo določeno sredstvo posedoval, oziroma uporabil.
Družbeno problematična je le uporaba orožja za potrebe napada, za potrebe obrambe pa le, v kolikor sta presežena instituta silobrana ali skrajne sile.

## Zgodovina
Uporaba orodja in orožja je tesno povezana. Tako uporaba nožev, ognja, gradnje, sekire, litin, ostrega kamenja, vsako sredstvo, ki ga človek uporabi, da je nadrejen naravi, je možno uporabiti v škodo človeku. Da opišemo nek zgodovinski objekt kot namenjen zgolj oborožitvi, mora obstajati dovolj trdna razlika med orodji za lov in orodji za vojno. 
Če je orožje vsako orodje, ki lahko povzroči škodo, nevarnost, grožnjo, je zgodovina orožarstva precej starejša in bližje orodjarstvu. Večinoma štejemo, da je orožje namensko namenjeno vojni, oboroženem spopadu.
Prva oborožitev je bila namenjena pehoti. Sestavljena je bila s ščiti, sulicami, ki so imele na vrhu oster našpičen kamen ali drugi oster obtežen konec in neke vrste meč.
Sledila je konjenica in lokostrelstvo. Žival pospeši gibanje, uporaba loka poveča doseg napada, išče se vedno bolj dodelan ščit, oklep, išče se zaščita tudi za konje.
Uvedba obstreljevanja je pomenila okrepitev konjenice. Išče se način obstreljevanja mest in razbijanja mestnih zidov. Uvaja se gradnja utrdb, kar pomeni, da je napad odvisen tudi od nabave materialov, hrane, podobno velja tudi za utrdbo.
S topništvom in dolgim lokom se vidno poveča doseg in uničevalna moč napadalcev. Strelno orožje izboljša natančnost in frekvenco izstrelkov, metki napredujejo iz šiber do dodelanega izstrelka, katerega cilj je lahko zadet točno tudi iz zelo velike razdalje.
Vse te izboljšave se širijo tudi na področje morja in gorovja.
Uvedba oklepnih vozil, kemičnega orožja, strupenih plinov je nekako v času 1,svetovne vojne, ko se prebivalstvo in civilna družba prične tudi ozirati, ali bi bilo potrebno vsa ta orožja tudi prepovedati ali omejiti, saj so učinki množični in morebiti preokrutni. Le deloma se to upošteva, se pa prvič uvaja humanitarno oskrbo ranjencev, nevtralne bolničarje, ki bi rešili ranjence. Rdeči križ je prva organizacija, ki dobi status, da je kršitev vojnega prava streljati na bolničarja, saj velja oskrba za nevtralno delo, ki ga ni treba dokazovati.
A vojn to ni ustavilo, tehnološki napredek pa tudi ne popušča. Razvoj tankov, podmornic, jedrskega orožja in drugih superiornih orožij je vojska prinesel mnoštvo opcij za oborožen spopad. 

## Zakonske opredelitve
Zakon o orožju Republike Slovenije v 2. členu opredeljuje:
Orožje po tem zakonu je predmet, izdelan ali prilagojen tako, da lahko pod pritiskom zraka, smodnikovih ali drugih plinov ali drugega potisnega sredstva izstreljuje krogle, šibre ali druge izstrelke, oziroma razpršuje pline, tekočino ali drugo substanco in drugi predmeti, ki so po svojem bistvu namenjeni zlasti:
- da z neposrednim učinkovanjem preprečijo ali zmanjšajo napad ali nevarnost;
- za lov;
- za športno streljanje.

## Orožje po namembnosti
- vojaško orožje
- športno orožje
- lovsko orožje

## Razdelitev vojaškega orožja
- Orožje za boj z bližine (ali hladno orožje)
- Ročna metalna orožja
- Ročno strelno orožje
- Ognjeno strelno orožje na podstavku
- Ovire, pasti in minsko-eksplozivna sredstva
- Bombe in izstrelki
- Kemična, jedrska in biološka orožja
- Orožje prihodnosti

## Razdelitev orožja
Obstajajo trije načini za razdelitev orožja: kdo ga uporablja, kako deluje in kaj je cilj.

### Kdo ga uporablja?
- osebno orožje
- posadkovno orožje
- fortifikacijsko orožje
- gorsko orožje
- orožje za vozila
- železniško orožje
- letalsko orožje
- pomorsko orožje
- vesoljsko orožje

### Kako delujejo?
- lokostrelno orožje
- artilerijsko orožje
- biološko orožje
- kemijsko orožje
- energijsko orožje
- eksplozivno orožje
- strelno orožje
- zažigalno orožje
- neubojno orožje
- hladno orožje
- izstrelki
- jedrsko orožje
- primitivno orožje
- metalno orožje
- raketno orožje
- samomorilsko orožje

### Kaj je cilj?
- protiletalsko orožje
- protifortifikacijsko orožje
- protipersonalno orožje
- protiradiacijsko orožje
- protiladijsko orožje
- protipodmorniško orožje
- protioklepno orožje
- lovsko orožje
- pehotno podporno orožje

## Orožje po času
- antična orožja

- srednjeveška orožja
- vojaška tehnologija Napoleonovih vojn
- vojaška tehnologija prve svetovne vojne
- vojaška tehnologija druge svetovne vojne
- sodobna vojaška tehnologija
- Vsa vojaška tehnologija

## Zakonodaja glede orožja
Orožna industrija je sorazmerno uspešna pri proizvodnji in trgovanju z orožjem. Ker je orožje nasilno orodje z škodljivimi posledicami, je to zelo nadzorovana dejavnost. Nadzoruje se vse od načina uporabe kot načina trgovanja s to dejavnostjo, tako z omejevanjem načina trgovanja za maloprodajo kot omejitev proizvodnje ali omejitev prodaje ali celo omejevanje kupca. Primeri takšne zakonodaje so:
- Samoobramba
- Zakonodaja glede ostrih predmetov
- Zračne puške in zakonodaja
- Orožna zakonodaja
- Lovska zakonodaja
- Mednarodne pogodbe o omejitvi določenega orožja

### Nadzor orožja
Vsaka država ima svojo orožno zakonodajo, ki omejuje ali ureja uporabo orožja za državljane in tujce, ki ureja možnosti nakupa, uvoza ali izvoza streliva in doreče omejitve rokovanja z orožjem za določene skupine ljudi, ali predpiše izobraževanje za tako rokovanje. 
Mednarodne pogodbe prav tako urejajo neke takšne vsebine, ki urejajo skladiščenje, omejitve, uporabo, proizvodnjo in razvoj orožja vseh oblik in teže in obsega. Diplomacija skuša uveljaviti standarde primernega vedenja za vse države, kar pomeni, da se lahko država, ki odstopa od orožnega odpovedovanja ali aktivnega oboroževanja, spremisli ali ponudi rešitve, ki ne bi bile vojna ali omejitve. Ker je to izrazito državno-predpisana dejavnost, je veliko pogodb o nakupu orožja neveljavnih, spornih, izpodbojnih in zato negotovih za obe stranki.

## Časovna trajnost orožja
Orožje je velikokrat napravljeno iz zelo trajnih materialov. Deponija orožja ima lahko eksplozivne posledice, varna hramba zahteva posebne pogoje, razgradnja orožja pa ni vedno možna ali varna. Odstranjevanje orožja z nekega prostora pa je velikokrat dolgotrajno.
- Velikokrat se je zgodilo, da je mornarnica uporabila morje za izpust snovi ali nepotrebnih materialov, min, orožja, vseh neplovnih snovi, nič nenavadnega tudi ni, da se prepusti območje bitke nedotaknjeno.[1][2][3][4]
- Pregled eksplozivnih sredstev, ki so bile spuščene, napete, aktivirane ali defektne pri napadu. Sredstva so lahko prepuščena zapuščeni, opusteli zemlji in tako lahko povzročijo škodo tudi desetletja kasneje.
- Razminiranje ali odstranjevanje min na konfliktnih vojnih območjih je nevaren postopek. Minska polja, sicer namenjena onemogočanju pehotnega prehoda določenega območja, so v času miru lahko povsem spodobna plodna zemlja ali koristno zemljišče za cestogradnjo, Zemeljske mine končajo življenje tudi 10000 ljudem na leto.[5]